# Frank Saliger
Frank Saliger (* 1964 in Hadamar) ist Rechtswissenschaftler und seit April 2016 Inhaber des Lehrstuhls für Strafrecht, Strafprozessrecht, Wirtschaftsstrafrecht und Rechtsphilosophie an der Ludwig-Maximilians-Universität in München.

## Leben
Nach dem Studium der Rechtswissenschaften an der Johann Wolfgang Goethe-Universität in Frankfurt am Main absolvierte Saliger 1991 das Erste und 1994 das Zweite juristische Staatsexamen. Bis zum Jahre 2003 war er als wissenschaftlicher Mitarbeiter am Institut für Kriminalwissenschaften und Rechtsphilosophie der Universität in Frankfurt am Main tätig.
1999 promovierte er mit der rechtsphilosophisch-strafrechtlichen Arbeit „Radbruchsche Formel und Rechtsstaat“. 2003 habilitierte er sich mit einer wirtschaftsstrafrechtlichen Untersuchung zu dem Thema „Parteiengesetz und Strafrecht. Zur Strafbarkeit von Verstößen gegen das Parteiengesetz, insbesondere wegen Untreue gemäß § 266 StGB“. In den Jahren 2003 und 2004 vertrat er strafrechtliche Lehrstühle an den Universitäten Bielefeld und Saarbrücken.
Von März 2005 bis März 2014 war Frank Saliger Inhaber des Lehrstuhls für Strafrecht, Strafprozessrecht und Rechtsphilosophie an der Bucerius Law School in Hamburg. Rufe der Leibniz Universität Hannover im Jahr 2007 sowie der Universität Mannheim 2012 lehnte er ab. Von April 2014 bis März 2016 leitete er einen Lehrstuhl für Strafrecht, Strafprozessrecht, Wirtschaftsstrafrecht und Rechtsphilosophie an der Eberhard Karls Universität in Tübingen.
Von Juni 2010 bis August 2017 war Frank Saliger Of Counsel bei Roxin Rechtsanwälte, von September 2017 bis Mai 2023  Of Counsel bei Tsambikakis & Partner Rechtsanwälte. Seit Juni 2023 ist er Of Counsel bei Ufer/Scharf Rechtsanwälte. Darüber hinaus ist Frank Saliger seit Dezember 2008 Vertrauensdozent der Friedrich-Naumann-Stiftung für die Freiheit, seit Oktober 2014 ständiger Gast im Strafrechtsausschuss der Bundesrechtsanwaltskammer und seit 2017 Vorsitzender des Verwaltungsrats der Gustav-Radbruch-Stiftung.
Frank Saliger forscht schwerpunktmäßig im Besonderen Teil des Strafrechts sowie in den Bereichen Wirtschaftsstrafrecht, Medizinstrafrecht, Umweltstrafrecht, Strafprozessrecht und Rechtsphilosophie. Er ist u. a. seit der Auflage (2023) Mitherausgeber des Nomos-Kommentars zum Strafgesetzbuch und bereits seit Längerem Mitherausgeber der Zeitschrift für die gesamte Strafrechtswissenschaft (ZStW), der Zeitschrift für Medizinstrafrecht (medstra), der Neuen Schriften zum Strafrecht (Nomos), der Studien zum Strafrecht (Nomos) und von Juridicum – Schriften zum Wirtschaftsstrafrecht (Springer). Er hält Vorträge im In- und Ausland und ist regelmäßig als Gutachter tätig. Neben seinen Büchern kommentiert Frank Saliger in verschiedenen Kommentaren die Vorschriften zur Untreue (§ 266 StGB), zum Betrug (§ 263 StGB) und zum Allgemeinen Teil des Strafrechts, insbesondere zur Vermögensabschöpfung (§§ 73 ff. StGB).

## Schriften (Auswahl)
- Parteiengesetz und Strafrecht. Zur Strafbarkeit von Verstößen gegen das Parteiengesetz, insbesondere wegen Untreue gemäß § 266 StGB. Mohr Siebeck, Tübingen 2005, ISBN 3-16-148467-3 (zugl. Habilitationsschrift).
- Radbruchsche Formel und Rechtsstaat. Müller, Heidelberg 1995, ISBN 3-8114-6295-4 (zugl. Dissertation).
- Selbstbestimmung bis zuletzt. Rechtsgutachten zum Verbot organisierter Sterbehilfe, 2015, ISBN 978-3-7392-9248-9.
- Einführung in Rechtsphilosophie und Rechtstheorie der Gegenwart, C.F. Müller, Heidelberg, 9. Aufl. 2016, ISBN 978-3-8114-9518-0 (Hrsg., zusammen mit Winfried Hassemer und Ulfrid Neumann)
- Wirtschaftsstrafrecht. Kommentar mit Steuerstrafrecht und Verfahrensrecht, Dr. Otto Schmidt, Köln 2017, ISBN 978-3-504-40016-3 (Hrsg., zusammen mit Robert Esser, Markus Rübenstahl und Michael Tsambikakis)
- Umweltstrafrecht. Vahlen, 2. Auflage 2020, ISBN 978-3-8006-6299-9.
- Strafrecht der Medizin. Handbuch für Wissenschaft und Praxis, C. H. Beck, München 2022, ISBN 978-3-406-64672-0 (Hrsg., zusammen mit Michael Tsambikakis)
- Nomos Kommentar StGB, Nomos, Baden-Baden, 6. Auflage 2023, ISBN 978-3-8487-7123-3 (Hrsg., zusammen mit Urs Kindhäuser, Ulfrid Neumann, Hans-Ullrich Paeffgen)